# Kamen Rider Geats
Kamen Rider Geats (仮面ライダーギーツ Kamen Raidā Gītsu) là một bộ phim truyền hình tokusatsu của Nhật Bản, đây tác phẩm thứ 33 của loạt phim Kamen Rider do Công ty Toei sản xuất và là bộ thứ tư ra mắt trong thời kỳ Reiwa. Bộ phim lên sóng từ ngày 4 tháng 9 năm 2022,  chiếu song song với Avataro Sentai Donbrothers và Ohsama Sentai King-Ohger trong khung giờ Super Hero Time sau khi kết thúc Kamen Rider Revice.. Tại Việt Nam, bộ phim được chiếu trên MyTV & FPT Play với tên Hiệp Sĩ Mặt Nạ: Đấu Trường Tham Vọng.

## Nội dung
Desire Grand Prix (デザイアグランプリ Dezaia Guran Puri) là một trò chơi sinh tồn, một chương trình thực tế đến từ tương lai, nơi người chơi bảo vệ sự bình yên của thành phố khỏi sự đe dọa của một kẻ thù bí ẩn được gọi là "Jyamato". Mỗi người tham gia sử dụng một Rider ID Core (ライダーIDコア Raidā Aidī Koa) và một trong hai nửa của Raise Buckle (ライスバクル Raisu Bakuru) trở thành Kamen Rider và cạnh tranh để giành chiến thắng trong trò chơi bằng cách đánh bại kẻ thù và cứu người. Người chiến thắng Desire Grand Prix sẽ được thưởng "quyền được thực hiện thế giới lý tưởng của riêng mình". Nói cách khác, chỉ những anh hùng thực sự chiến thắng cuộc thi mới có thể tạo ra thế giới mà họ mong ước. Ban đầu, trò chơi thực tế này người chiến thắng sẽ được thưởng 1 huy chương hình Julius Caesar, về sau, do Mitsume bị biến thành tượng đá nên phần thưởng bị thay đổi là điều ước của con người. Sau này, Beroba đã sửa lại trò chơi thành "Jyamato Grand Prix". Và sau khi Azuma Michinaga trở thành Jyama Shin, Suel, người tạo ra Desire Grand Prix đã sửa lại trò chơi thành "Desire Royale". Khi "Desire Grand Prix" không thể duy trì lâu, đội ngũ trò chơi đã thực thi "Grand End". Tất cả mọi thứ trong Desire Grand Prix, từ Desire Driver (trừ của Ace), ban điều hành, ký ức của người chơi, khán giả từ tương lai (trừ Beroba và Kekera),... đều biến mất (thực chất là quay về tương lai). Và "Desire Grand Prix" tái khởi động sau khi "Grand End" bị Ukiyo Ace ngăn chặn với tư cách là Geats IX. Thực chất Desire Grand Prix là thú tiêu khiển của người thời tương lai, "Jyamato", Deza Shin,... thực chất là những kịch bản của trò chơi đó. Ace sau đó hoá thần và cùng với đồng đội đánh bại Suel và tái tạo thế giới. Sau khi thế giới được tái tạo, Desire Grand Prix và Ban Quản lý trò chơi ở thời điểm hiện tại đều biến mất. Ziin định tái khởi động Desire Grand Prix và mời Tsumuri làm điều hành. Hạnh phúc tuy không giới hạn, nhưng mọi người đều quên đi Ace. Cuối phim là khẩu hiệu "Ace with us".

## Nhân vật
Ukiyo Ace (浮世 英寿)
Người chơi lâu năm của Desire Grand Prix. Anh đồng thời là Kamen Rider Geats, theo mô típ cáo. Ace là con trai của nhà điều hành tiền nhiệm Mitsume và 1 Deza Shin thời cổ đại. Ace sinh vào thế kỷ I CN. Qua nhiều lần chuyển sinh, đến thế kỷ XXI, trở thành Ukiyo Ace. Sau khi ngăn chặn Grand End và Suel với tư cách Geats IX, Ace trở thành Thần Sáng tạo và tái khởi động Desire Grand Prix. Nhược điểm là vì có thân thể của con người khiến cho Ace bị Suel dùng phép đảo ngược thời gian. Sau khi hóa thần Ace đã đánh bại và phá hủy Suel từ bên trong và tái tạo thế giới, đồng thời xóa bỏ Desire Grand Prix nhưng cái giá phải trả là mọi người quên đi Ace và họ quay lại cuộc sống bình thường của họ Câu cửa miệng của anh là Nào, từ đây trở đi là Highlight (さぁ、ここからがハイライトだ Sā, koko kara ga Hairaito da). Ngoài ra còn có 1 Ace ở tương lai được gọi là "Thần phán quyết" được Niram gửi về với mục đích tiêu diệt sự nguồn gốc của God Jyamato.
Sakurai Keiwa (桜井 景和)
Một sinh viên đại học sống với chị gái của mình. Anh ấy có thể biến thân thành Kamen Rider Tycoon theo chủ đề chồn lửng. Anh và Sara là 2 đứa trẻ mồ côi, cha mẹ bị Jyamato giết chết. Anh hồi sinh nhờ vào Kekera, cùng chị gái tham gia Desire Royale và bị thu hồi Desire Driver trong Grand End. Sau khi chị gái mất, anh đã mang theo lòng thù hận cùng với mong muốn tái thiết lại thế giới,vì thế anh đã có cho mình hình thái mới mang tên Bujin Sword (nhờ vào Phước lành của Thần-1 thứ sức mạnh tồn tại trong cơ thể của Tsumuri). Sau đó Keiwa hồi sinh những người chơi là nạn nhân của Desire Grand Prix và Suel thông qua Tsumuri. Tuy nhiên trong số những người được hồi sinh có những tên tội phạm nguy hiểm làm cho thế giới trở nên hỗn loạn. Nhưng sau đó đã bị Ace hóa giải và tái tạo lại thế giới.Sau khi thế giới được tái tạo, Keiwa muốn thế giới hòa bình.
Kurama Neon (鞍馬 祢音)
Con gái duy nhất của một gia đình giàu có thuộc tập đoàn Kurama và là một người có ảnh hưởng trên mạng xã hội. Đây là sản phẩm của Nữ thần Sáng tạo (Mitsume) sau khi Kurama Akari qua đời năm 8 tuổi qua điều ước của cha cô-Kurama Kōsei (thực chất là cuộc đàm phán với nhà sản xuất và cựu quản trò của game-và cuộc trò chuyện ấy được ghi âm lại thông qua Vision Driver- thứ được ví như con mắt ký ức chứa đựng câu chuyện của các nhà điều hành đương thời). Cô ấy có mối quan hệ rộng, bên cạnh là 2 vệ sĩ John và Ben. Cô ấy có thể biến thân thành Kamen Rider Na-Go theo chủ đề mèo. Cô ấy có mong muốn 1 tình yêu đích thực và tình cảm gia đình chính là tình yêu đích thực của cô và Kyuun là bạn trai của cô ấy.
Azuma Michinaga (吾妻 道長)
Một người đàn ông làm nghề xây dựng coi Ace là đối thủ. Do bạn thân Imai Tōru bị giết chết và Kamen Rider không quan tâm nên anh tham gia Desire Grand Prix. Anh ta có thể biến thân thành Kamen Rider Buffa theo chủ đề bò. Bộ giáp Raise Buckle chính của anh ta là Zombie(Xác sống). Bị loại ở tập 15 nhưng vẫn còn sống nhờ ảnh hưởng của Zombie Buckle(vì sử dụng nhiều lần).Sau khi bị loại, anh được Archimedel và Beroba giúp đỡ, sau này trở thành Jyama Shin trong "Jyamato Grand Prix". Sau khi trở thành Jama Shin, anh bắt đầu phá hủy ID core của nhiều Kamen Rider. Cuối cùng, Desire Driver của anh biến mất cùng với sự kiện Grand End. Sau đó, anh vô tình giết chết Sakurai Sara vì tưởng là Jyamato, thực chất là tiểu Jyamato của Isuzu Daichi. Sau đó, anh quyết đấu với Beroba và trận quyết đấu đó đã khiến cho anh thức tỉnh sức mạnh Jyama Shin(kết quả là tạo ra Plosion Rage Buckle) và giết chết Beroba. Michinaga sau đó nhận nuôi một God Jyamato.
Hareruya Win (晴家 ウィン)
Nhạc sĩ Punk Rocker, sau này làm nhân viên Desire Grand Prix. Anh ta có thể biến thân thành Kamen Rider Punkjack theo chủ đề gấu. Bị loại ở tập 16 do bị Girori phản bội và tự phát nổ, sau đó quay trở lại ở tập 36 nhờ năng lực của Suel và tra cứu thông tin về Mitsume và Desire Grand Prix trong lịch sử. Sau đó, anh cứu Tsumuri khỏi Jitt và bị Jitt đánh trọng thương bằng gậy đen. 
Kurama Kōsei (鞍馬 光聖)
Chủ tịch tập đoàn Kurama và là cha của Kurama Akari và sau này là Kurama Neon. Nhà tài trợ của Desire Grand Prix, có quan hệ với người tương lai nhằm nâng cao vị thế tập đoàn. Trong tập 43 đã hóa thân thành Kamen Rider Gya-Go với chiếc Fantasy Buckle.
Tsumuri (ツムリ)
Nhà điều hành trò chơi, sau này trở thành Nữ thần Sáng tạo kế nhiệm Miiru của Desire Grand Prix. Ngoài ra còn có 1 Tsumuri mặc trang phục đen do Jitt tạo ra từ nước mắt của Tsumuri. Tsumuri đen nhập vào Tsumuri mặc trang phục đen trắng và bắn chết Ace. Sau này Tsumuri đen bị xóa sổ cùng Desire Grand Prix sau khi Ace tái tạo thế giới. Tsumuri sau đó lập đền thờ Ace vì vẫn còn giữ kỷ niệm về Ace.
Ziin (ジーン)
1 trong những khán giả đến từ tương lai và là người hỗ trợ cho Ukiyo Ace và cũng là một Kamen Rider. Ziin bị tiêu diệt bởi God Jyamato ở tương lai. Trong phần phim Kamen Rider Outsiders. Ziin đã được Tsumuri tặng Laser Raise Driver (được tạo ra là nhờ vào sức mạnh của Tsumuri), chính thức tiến hoá thành Kamen Rider Ziingazer (tuy nhiên có vài ý kiến cho rằng đây là hình dạng tiến hoá cuối cùng của Ziin)
Beroba (ベロバ)
1 trong những khán giả đến từ tương lai và là người hỗ trợ cho Azuma Michinaga, đồng thời cũng là Game Master của Jyamato Grand Prix. Beroba có tuổi đời là 350 tuổi mang hình dáng 1 thanh thiếu niên(do sức mạnh của Laser Raise Riser). 1 trong 2 khán giả cùng với Kekera ở lại thế giới sau Grand End.
Kekera (ケケラ)
1 trong những khán giả đến từ tương lai và là người hỗ trợ cho Sakurai Keiwa. Kekera có 1 hình ếch ngồi trên ghế và hình dạng con người của mình. 1 trong 2 khán giả cùng với Beroba ở lại thế giới sau Grand End.
Suel (スエル Sueru)
Giám đốc và là người tạo ra Desire Grand Prix, người biến Mitsume thành tượng đá. Kẻ thù của Ace từ trước đến nay. Suel có thể tàng hình, tạo trò chơi hoặc tạo ra 1 con người. Suel có 1 tay sai tên Jitt nhưng thực chất là 1 phần cơ thể của Suel. Suel trở thành Kamen Rider Suel Gazer trong tập 38 và sau đó là Regad Omega(hình thức nâng cấp của Regad) sau khi hấp thụ Jitt. Suel không có cơ thể thực sự nên có khả năng tàng hình, nhìn xuyên không thời gian, đảo ngược,... Tập cuối, Suel định đảo ngược thời gian nhưng bị vô hiệu hoá bởi Ace. Kết quả bị Ace tiêu diệt từ bên trong và bị vỡ mặt nạ và bị xoá sổ cùng với trò chơi do chính tay hắn tạo ra.
Niram (ニラム/ Niramu)
Nhà sản xuất trò chơi và là 1 người rất tôn thờ chủ nghĩa hiện thực. Anh trở thành Kamen Rider Gazer từ tập 21 và bị Samas bắn trọng thương, tịch thu Vision Driver trong tập 38 và ép buộc trở lại tương lai.
Samas (サマス Samasu)
Thư ký của Niram, sau này là nhà sản xuất trò chơi và là tay sai của Suel. Sau này Samas bị xóa sổ cùng Desire Grand Prix sau khi Ace tái tạo thế giới.
Girori (ギロリ Girori)
Nhân viên hướng dẫn và là bồi bàn trong phòng chờ cho các người chơi bên trong Desire Grand Prix. Anh cũng đồng thời là 1 trong những Game Master của game, từ tập 13 trở thành Kamen Rider Glare, bị đánh bại và sa thải ở tập 16. Sau đó anh trở lại để giúp Ace đột nhập vào sào huyệt của Desire Grand Prix. Sau đó anh bị xóa sổ cùng Desire Grand Prix sau khi Ace tái tạo thế giới.
Sakurai Sara (桜井 沙羅)
Chị gái của Keiwa, nhân viên văn phòng và là một fan hâm mộ của Neon. Sau này từ tập 34 đến tập 38 biến thân thành Kamen Rider Hakubi theo chủ đề cầy hương. Bị loại ở tập 38 do ID Core bị Buffa phá hủy và sau đó bị tiêu diệt sau khi bị biến thành Jyamato. Được Keiwa giải cứu bằng hóa chất của Daichi.
Isuzu Daichi (五十鈴 大智)
Người đàn ông thông minh. Anh ta có thể biến thân thành Kamen Rider Nadge Sparrow theo chủ đề chim sẻ và Marella Jyamato theo chủ đề bọ ba thùy. Sau khi bị loại khỏi Desire Grand Prix, anh trở thành cố vấn cho Jyamato Grand Prix. Sau sự kiện Grand End, anh đã tự biến mình thành Marella Jyamato và nuôi dưỡng các Jyamato từ tàn dư của Jyama Garden. Sau khi thế giới được tái tạo, anh muốn con người chung sống với Jyamato.
Archimedel (アルキメデル)
Thợ làm vườn ở Jyamar Garden và là người tạo ra, nuôi dưỡng Jyamato. Archimedel sau đó bị Dungkleosteus Jyamato tiêu thụ và bị Ace và Michinaga tiêu diệt trong Desire Royale.

## Sản xuất
Thương hiệu Kamen Rider Geats được Toei đăng ký vào ngày 23 tháng 5 năm 2022 và xuất bản vào ngày 31 tháng 5 năm 2022.
Geats chính thức được công bố vào ngày 22 tháng 7 năm 2022.
Geats lấy ý tưởng từ các trò chơi battle royale như Fortnite và Apex Legends.
Biên kịch của Geats là Takahashi Yuya, cũng là biên kịch chính cho Kamen Rider Ex-Aid và Kamen Rider Zero-One. Đạo diễn bởi Nakazawa Shojiro, Sugihara Teruaki.

## Diễn viên
- Ukiyo Ace, Ace (tương lai): Kan Hideyoshi (簡 秀吉?)[8]
- Sakurai Keiwa: Satō Ryūga (佐藤 瑠雅?)[8]
- Kurama Neon: Hoshino Yuna (星乃 夢奈?)[8]
- Azuma Michinaga: Mokudai Kazuto (杢代 和人?)[8]
- Tsumuri, Tsumuri (đen): Aoshima Kokoro (青島 心?)[8]
- Girori: Oshinari Shūgo (忍成 修吾?)[8]
- Sakurai Sara: Shida Nene (志田 音々?)[11]
- Niram: Kitamura Ryo (北村 諒?)[9]
- Samas: Yasuda Seia (安田 聖愛?)
- Kurama Kōsei: Kasahara Shinji (笠原 紳司?)[9]
- Isuzu Daichi: Gōto Dai (後藤 大?)[9]
- Ziin: Suzuki Fuku (鈴木 福?)[9]
- Beroba: Namiki Ayaka (並木 彩華?)
- Kekera: Shundo Mitsutoshi (俊藤 光利?)[9]
- Hareruya Win: Sakiyama Tsubasa (崎山 つばさ?)[9]
- Suel, Vision Driver, Laser Raise Riser, Zillion Driver, Dooms Geats Buckle (phim điện ảnh): Matsuoka Yoshitsugu (松岡 禎丞?)[9]
- Archimedel: Harumi Shihō (春海 四方?)
- John: Tom Constantine
- Ben: Michael K

## Tập phim
Kamen Rider Geats xuất hiện lần đầu tiên trong Gekijōban Kamen Rider Revice: Battle Familia.

## Phim điện ảnh

### Kamen Rider Geats × Revice: Movie Battle Royale
Kamen Rider Geats × Revice: Movie Battle Royale (仮面ライダーギーツ×リバイス MOVIEバトルロワイヤル Kamen Raidā Gītsu Ribaisu Mūbī Batoru Rowaiyaru)là một bộ phim kết hợp đặc biệt dự kiến phát hành vào ngày 23 tháng 12 năm 2022 với sự tham gia của dàn diễn viên Geats và Kamen Rider Revice cùng với bốn Kamen Rider trở lại từ Kamen Rider Ryuki với tư cách là dàn diễn viên phụ để nhằm kỷ niệm 20 năm của Ryuki. Phim được viết kịch bản bởi Takahashi Yuya và Kinoshita Hanta và đạo diễn bởi Shibasaki Takayuki. Bài hát chủ đề là "Change my future" được trình bày bởi Koda Kumi. Bài hát sau này được thể hiện lại trong tập cuối của series chính.

### Kamen Rider Geats the Movie: 4 Aces & Black Fox
Kamen Rider Geats the Movie: 4 Aces & Black Fox là một bộ phim đã ra mắt tại các rạp Nhật Bản vào ngày 28 tháng 7 năm 2023, được công chiếu song song với bộ phim Ohsama Sentai King-Ohger the Movie: Adventure Heaven (映画 王様戦隊キングオージャー アドベンチャー・ヘブン Eiga Ōsama Sentai Kinguōjā Adobenchā Hebun).